# Лиственница Миддендорфа
Ли́ственница Миддендо́рфа (лат. Larix middendorffii) — вид лиственницы, впервые описанный А. Ф. Миддендорфом.
Согласно Б. П. Колесникову, произрастает по побережью Охотского моря, в низовьях Амура на севере Сахалина и в центральной части Камчатки.
Согласно исследованиям Е. Г. Боброва, лиственница Миддендорфа — частично гибрид лиственницы Гмелина и камчатской, а главным образом это лиственница камчатская. Что касается центральной части Камчатки, то там растет лиственница Каяндера.